# Mongoumba
Mongoumba ist eine Stadt in der Präfektur Lobaye im Südwesten der Zentralafrikanischen Republik. Die Bevölkerungszahl von Mongoumba wird für das Jahr 2012 mit 15.025 Einwohnern angegeben. Mongoumba ist die Hauptstadt einer Unterpräfektur gleichen Namens und liegt auf einer Höhe von etwa 360 m am rechten Ufer des Ubangi, dem größten Fluss der Zentralafrikanischen Republik. Auf der gegenüberliegenden Seite des Stromes liegt die Stadt Libenge, die bereits in der Demokratischen Republik Kongo liegt. Wenige Kilometer nördlich von Mongoumba mündet der Lobaye in den Ubangi. Die Gegend ist von tropischem Regenwald bedeckt.

## Verkehr
Mongoumba liegt etwas abseits des Hauptstraßennetzes an der Route Regionale 1. Diese Straße beginnt in Mbaïki an der Route Nationale 6 und führt über Mongoumba zur Grenze mit der Republik Kongo. Auch der Fluss spielt für die Mobilität eine wichtige Rolle.